# Mr. Bean (Zeichentrickserie)
Mr. Bean – Die Cartoon-Serie ist eine im Vereinigten Königreich entstandene Zeichentrickserie, basierend auf der Realfilm-Fernsehserie mit Rowan Atkinson von 1989. Rowan Atkinson synchronisierte Mr. Bean auch in der Zeichentrickserie und stellte den Animatoren eine Hilfe dar, indem er sämtliche Handlungen des Zeichentrick-Mr. Bean vor der Kamera vorführte und so die Bewegungen auf die Figur übertragen werden konnten.
Die ersten drei Staffeln mit insgesamt 52 Folgen liefen in Großbritannien von 2002 bis 2004. Von 2015 bis 2016 folgte eine vierte Staffel mit weiteren 52 Folgen, die bereits seit Oktober 2013 produziert wurden.  Ab dem 28. Februar 2015 liefen diese neuen Folgen auch auf Super RTL. Ab dem 9. April 2019 lief in Großbritannien die fünfte Staffel der Serie, welche aus 26 Folgen besteht. Auffälligste Änderung der neueren Staffeln ist, dass entgegen der ursprünglichen Realserie Mr. Bean aktive Dialoge mit sich selbst und seinen Mitmenschen führt. 

## Inhalt
Mit seinem Teddy wohnt Mr. Bean in einer Wohnung seiner Vermieterin Mrs. Wicket. Diese und ihre einäugige Katze Scrapper mögen Bean nicht besonders. Beans Freundin Irma Gobb hat ebenfalls einen Teddy. Sie spielt häufig mit ihrem und Mr. Beans Teddy. Er selber besitzt auch ein grünes Auto, mit welchem er häufig ein blaues, dreirädriges Auto rammt.

## Figuren
- Mr. Bean: Titelfigur; kindisch, egoistisch und sehr ehrgeizig; lebt in London; trägt fast immer sein braunes sportliches Sakko und eine dünne rote Krawatte; kompetenter, weniger albern und spricht in ganzen Sätzen im Vergleich zur Comedyserie
- Teddy: Mr. Beans Teddybär und bester Freund; Mr Bean tut so als wäre der Teddy ein Lebewesen
- Mrs. Julia Wicket: Mr. Beans Vermieterin; ältere, mürrische Dame; verachtet Mr. Bean; schreit oft und sehr laut, wenn sie sich ärgert, meistens über Mr. Bean
- Scrapper: Katze von Mrs. Wicket; einäugig; verachtet Mr. Bean
- Irma Gobb: Freundin von Mr. Bean; Bibliothekarin; intelligenter und weniger kindisch als Mr. Bean, was häufig zu angespannten Situationen führt
- Lottie: Irma Gobbs Teddybär; hat im Gegensatz zu Mr. Beans Teddy Wimpern, eine rote Schleife und einen Rock; Teddys Freundin, was Mr. Bean missbilligt
- Miss Mary Wince: beste Freundin von Mrs. Wicket; besucht sie häufig zum Tee trinken

## Wiederkehrende Elemente
- Mr. Beans Mini: Auto von Mr. Bean; grüner Mini mit schwarzer Motorhaube; Mr. Bean verschließt das Auto mit einem Riegel und einem Vorhängeschloss; das Kennzeichen lautet "STE 952R"
- Reliant Regal: hellblaues, dreirädriges Auto; wird häufig von Mr. Bean, was dieser jedoch nicht merkt, gerammt und zum Beispiel umgedreht oder aus einer Parklücke geschoben; das Kennzeichen lautet "DUW 742"

## Synchronisation
| Rolle             | Originalsprecher | Deutsche Synchronsprecher                                     |
| ----------------- | ---------------- | ------------------------------------------------------------- |
| Mr. Bean          | Rowan Atkinson   | Martin Reinl                                                  |
| Mrs. Julia Wicket | Sally Grace      | Hildegard Krekel (Staffel 1–3), Hildegard Meier (Staffel 4–5) |
| Irma Gobb         | Matilda Ziegler  | Solveig Duda                                                  |

## Episodenliste
| Staffel | Episodenanzahl | Erstausstrahlung GB | Erstausstrahlung GB | Deutschsprachige Erstausstrahlung | Deutschsprachige Erstausstrahlung |
| Staffel | Episodenanzahl | Staffelpremiere     | Staffelfinale       | Staffelpremiere                   | Staffelfinale                     |
| ------- | -------------- | ------------------- | ------------------- | --------------------------------- | --------------------------------- |
| 1       | 18             | 5. Januar 2002      | 26. März 2002       | 25. August 2002                   | 8. Dezember 2002                  |
| 2       | 16             | 16. Februar 2003    | 5. April 2003       | 27. Oktober 2002                  | 5. Januar 2003                    |
| 3       | 18             | 6. Mai 2004         | 2. Juni 2004        | 8. September 2002                 | 2. März 2003                      |
| 4       | 52             | 16. Februar 2015    | 10. März 2016       | 28. Februar 2015                  | 1. Mai 2016                       |
| 5       | 26             | 9. April 2019       | 8. Oktober 2019     | 2. März 2020                      | 2. Dezember 2020                  |
| 6       | 13+            | 05. Mai 2025        | -                   | 05. Mai 2025                      | -                                 |

## DVDs
Die Serie wurde auch auf DVDs veröffentlicht:
1. Mr. Bean – Animated Series 1, Folgen 1 bis 6; erschienen am 24. Februar 2003
2. Mr. Bean – Animated Series 2, Folgen 7 bis 9; erschienen am 30. August 2004
3. Mr. Bean – Animated Series 3, Folgen 10 bis 12; erschienen am 30. August 2004
4. Mr. Bean – Animated Series 4, Folgen 13 bis 15; erschienen am 30. August 2004
5. Mr. Bean – Animated Series, Die komplette 1. Staffel; erschienen am 24. September 2015